# Thulium(III)-iodid
Thulium(III)-iodid ist eine anorganische chemische Verbindung des Thuliums aus der Gruppe der Iodide.

## Gewinnung und Darstellung
Thulium(III)-iodid kann durch Reaktion von Thulium mit Iod gewonnen werden.
{\displaystyle \mathrm {2\ Tm+3\ I_{2}\longrightarrow TmI_{3}} }
Ebenfalls möglich ist die Darstellung durch Reaktion von Thulium mit Quecksilber(II)-iodid im Vakuum bei 500 °C.
{\displaystyle \mathrm {2\ Tm+3\ HgI_{2}\longrightarrow 2\ TmI_{3}+3\ Hg} }
Thulium(III)-iodid-hydrat kann durch Entwässerung mit einem hohen Überschuss an Ammoniumiodid (da die Verbindung zu Hydrolyse neigt) in das Anhydrat umgewandelt werden.

## Eigenschaften
Thulium(III)-iodid ist ein gelber, stark hygroskopischer Feststoff mit einer Kristallstruktur vom Bismut(III)-iodid-typ. An Luft nimmt er rasch Feuchtigkeit auf und bildet Hydrate. Bei erhöhter Temperatur bildet sich auch leicht das entsprechende Oxidiodid.

## Verwendung
Thulium(III)-iodid wird als Bestandteil von Metalldampflampen verwendet.